# Abeno Harukas
Abeno Harukas (jap. あべのハルカス, Abeno Harukasu), vormals Abenobashi Terminal Building Tower (阿部野橋ターミナルビルタワー, Abenobashi Tāminaru Biru Tawā), ist ein Wolkenkratzer und Teil des Gebäudeensembles Abenobashi Terminal Building im Stadtbezirk Abeno der japanischen Großstadt Osaka. Der Turm beherbergt Büros, ein Hotel sowie ein Shopping-Center.
Die Arbeiten an dem 59-stöckigen Turm begannen im Januar 2010. Die Eröffnung war am 7. März 2014. Mit einer Höhe von exakt 300 Metern ist er das zweithöchste Gebäude in Japan, nur übertroffen von dem Azabudai Hills Mori JP Tower in Tokio. Die Fassade des mit einem Flachdach abschließenden Hochhauses besteht vollständig aus Glas.